# موهلدورف بای فلدباخ
موهلدورف بای فلدباخ (به آلمانی: Mühldorf bei Feldbach) یک منطقهٔ مسکونی در اتریش است که در زودوست‌اشتایرمارک واقع شده‌است. موهلدورف بای فلدباخ ۱۷٫۶۱ کیلومتر مربع مساحت دارد ۲۹۰ متر بالاتر از سطح دریا واقع شده‌است.